# 1922年の日本公開映画
- 映画 > 映画の一覧 > 年度別日本公開映画 > 1922年の日本公開映画
- 映画 > 1922年の映画 > 1922年の日本公開映画

1922年の日本公開映画（1922ねんのにほんこうかいえいが）では、1922年（大正11年）1月1日から同年12月31日までに日本で商業公開された映画の一覧を記載。作品名の右の丸括弧内は製作国を示す。
記載の凡例については年度別日本公開映画#凡例を参照

## 作品一覧

### 1月
- 20日
  - 火星旅行（ドイツ）:浅草帝国館[1]

### 4月
- 28日
  - 散り行く花（アメリカ）[2]

### 5月
- 4日
  - 東への道（アメリカ）[3]
- 12日
  - 黙示録の四騎士（アメリカ）[4]

### 8月
- 23日
  - シーク（アメリカ）

### 10月
- 20日
  - ゲニーネ（ドイツ）[5]
- 29日
  - 噫小西巡査（日本）